# Mecistops
Mecistops es un género de saurópsidos (reptiles) arcosaurios de la familia Crocodylidae.
Según algunos estudios genéticos realizados al cocodrilo hociquifino africano (Crocodylus cataphractus), Mecistops sería un género nuevo diferenciado e independiente del género Crocodylus, en el cual venía siendo clasificado hasta ahora, dentro de la subfamilia Crocodilynae de la gran familia Crocodylidae, formándose así un género conformado en un principio por únicamente la especie mencionada, aunque estudios recientes han encontrado evidencia molecular suficiente para decir que las dos poblaciones de cocodrilos, las de África occidental y las de África central son especies distintas, esta entre comillas nueva especie llamada Mecistops leptorhynchus dejan a este nuevo genero con dos especies y quedan englobada en el término conocido como gaviales africanos dejando al orden Crocodylia con 16 especies.